# Rhadinaea lachrymans
Rhadinaea lachrymans este o specie de șerpi din genul Rhadinaea, familia Colubridae, descrisă de Cope 1870. Conform Catalogue of Life specia Rhadinaea lachrymans nu are subspecii cunoscute.